# Vaskút
Vaskút [ˈvɒʃkuːt ung. Eisenbrunnen] (deutsch Waschkut, älter auch Eisenbrunn, kroatisch Baškut und Vaškut) ist eine südungarische Gemeinde im Kreis Baja im Komitat Bács-Kiskun. Sie liegt rund 10 km südöstlich von Baja an der Straße nach Gara, unweit der Südgrenze Ungarns.

## Geschichte
Die Gegend ist seit der Steinzeit besiedelt. In Vaskút wurden Reste einer Hügelfestung der Jazygen gefunden, die das Gebiet zwischen Donau und Theiß beherrschten. Die Funde römischer Ziegel und einer Münze aus der Zeit Diokletians weisen aber auch auf einen regen Handel mit dem römischen Pannonien westlich der Donau hin. In der Zeit der Völkerwanderung stand das Gebiet der Batschka zunächst unter der Herrschaft der Hunnen, dann der Gepiden, ab 567 schließlich der Awaren. Ende des 9. Jahrhunderts siedelten hier schließlich die Ungarn, mit deren Christianisierung die Gegend dem Erzbistum Kalocsa unterstellt wurde. Nach der Niederlage der Ungarn gegen die Türken 1526 im nahen Mohács begann die Herrschaft der Osmanen.
Die Gemeinde Vaskút selbst entstand Anfang des 18. Jahrhunderts als planmäßig angelegte Schachbrettsiedlung, wie sie für den Süden Ungarn typisch ist. Der Ort ist bis heute weitgehend landwirtschaftlich geprägt. Neben dem Weinanbau steht vor allem die Hanferzeugung im Mittelpunkt. Zunächst lebten hier vor allem Deutsche und Serben, wobei der Anteil der Serben allerdings nach und nach zurückging. 1820 wurden im Ort 2.925 Einwohner gezählt, von denen 2.902 Deutsche waren, die einen eigenen Dialekt sprachen. Nach dem Zweiten Weltkrieg wurden dann zahlreiche ungarische Szekler aus der Bukowina hier angesiedelt.

## Sehenswürdigkeiten
- Römisch-katholische Dreifaltigkeitskirche Szentháromság-templom, erbaut im 18. Jahrhundert
- Römisch-katholische Kalvarienkapelle Fájdalmas Szűz

## Bevölkerung
Im Jahr 2020 hatte die Gemeinde Vaskút 3265 Einwohner.
Bei der Volkszählung im Jahr 2011 gaben 86,4 % an, Ungarn zu sein. Die größte Minderheit in der Bevölkerung stellten die Deutschen mit 12,9 % dar. 13,5 % der Befragten wollten die Frage nicht beantworten.
Außerdem war mit 64,7 % der größte Teil der Bevölkerung zum Zeitpunkt der Befragung römisch-katholisch. 3,8 % gaben an, Reformierte zu sein, 8,6 % fühlten sich keiner Religion zugehörig. 21,6 % der Befragten antworteten nicht auf die Frage nach der Konfession.

## Partnergemeinden
Partnergemeinden sind seit Pfingsten 1992 Mutlangen und seit dem 6. Juni 1992 Türkheim. In Vaskút besteht eine Schule, die kürzlich mit finanzieller Hilfe aus Mutlangen ausgebaut wurde.

## Persönlichkeiten
- Grgur Peštalić (1755–1809), kroatischer Schriftsteller
- Fabijan Peštalić (1845–1909), Franziskaner (OFM), Anhänger der kroatischen Wiedergeburtsbewegung
- Bede K. Lackner (1927–2020), Zisterziensermönch, Kirchenhistoriker und Hochschullehrer
- Stefan Schoblocher (1937–2020), Schriftsteller